# Élections municipales palestiniennes de 2021-2022

Doigt d'un électeur marqué par de l'encre de votant après avoir voté aux élections palestiniennes de 2022

Des élections municipales ont lieu le 11 décembre 2021 dans 154 petites villes et villages et le 26 mars 2022 dans 66 villes de Palestine. 
Elles sont boycottées par le Hamas et n'ont donc pas lieu dans la Bande de Gaza.

## Contexte
Les élections ont lieu dans un contexte tendu entre le Fatah et le Hamas au sujet des élections présidentielle et législatives prévues pour 2021 que le président Mahmoud Abbas a décidé de reporter.